# Rallicola tabuensis
Rallicola tabuensis är en insektsart som beskrevs av Emerson 1966. Rallicola tabuensis ingår i släktet Rallicola och familjen fjäderlöss. Inga underarter finns listade i Catalogue of Life.